# Neuvecelle
Neuvecelle település Franciaországban, Haute-Savoie megyében. Lakosainak száma 3224 fő (2022. január 1.). Neuvecelle Évian-les-Bains, Larringes, Maxilly-sur-Léman és Saint-Paul-en-Chablais községekkel határos.

## Népesség
A település népességének változása:
| Lakosok száma | 2843 | 2991 | 3109 | 3048 | 3076 | 3122 | 3181 | 3192 | 3224 |
|               | 2013 | 2015 | 2016 | 2017 | 2018 | 2019 | 2020 | 2021 | 2022 |